# HD 56577
Désignations
HD 56577, également désignée HR 2764 ou 145 G. Canis Majoris, est une étoile de la constellation australe du Grand Chien. Elle est visible à l'œil nu avec une magnitude apparente qui varie autour de 4,79. D'après la mesure de sa parallaxe annuelle par le satellite Gaia, l'étoile est distante d'approximativement ∼ 2 680 a.l. (∼ 822 pc) de la Terre. Elle s'en éloigne à une vitesse radiale héliocentrique de +28 km/s.

## Nomenclature
HD 56577 est la désignation de l'étoile dans le catalogue Henry Draper, tandis que HR 2764 est sa désignation dans le Bright Star Catalogue. Gould l'a cataloguée comme la 145e étoile du Grand Chien dans son Uranometria Argentina, d'où la désignation 145 G. Canis Majoris (et abrégée 145 G. CMa). Dans le Cross Index, Kostjuk la répertorie par erreur sous la désignation de Flamsteed 145 Canis Majoris, toujours reprise par la base de données SIMBAD en 2024.

## Propriétés
HD 56577 est classée soit comme une supergéante rouge de type spectral K3Ib-II, voire K3Ib, soit comme une géante rouge plus ordinaire de type K4III. Dans le premier cas, l'étoile est estimée être 7,8 fois plus massive que le Soleil et être âgée d'environ 35 millions d'années. Dans le second cas, des modèles d'évolution stellaire lui donnent une masse beaucoup plus modeste de 1,90 M☉ et un âge de 1,05 milliard d'années. Le rayon de l'étoile est environ 241 fois plus grand que le rayon solaire, elle est autour de 14 115 fois plus lumineuse que le Soleil et sa température de surface est de 4 056 K.
HD 56577 est également une étoile variable. Elle est classée comme une variable irrégulière à longue période de sous-type LC dont la magnitude apparente varie entre 4,78 et 4,89, sans période définissable.

## Compagnon
HD 56577 forme une étoile double avec l'étoile de sixième magnitude HD 56578. En date de 2020, la seconde était située à une distance angulaire de 26,5 secondes d'arc et selon un angle de position de 50° de la première. Les deux ne sont pas physiquement liées et ne forment qu'une double purement optique,.